# 祖厉河大桥
祖厉河大桥，位于中国甘肃省白银市靖远县乌兰镇境内。

## 基本信息
- 桥梁全长：127.5米[1]；
- 桥面宽度：12米[1]。

## 历史
- 2022年9月，祖厉河大桥正式开工[1]。
- 2022年12月18日，祖厉河大桥顺利合龙[1]。